# Gus Hutchison
Gus Hutchison (n. 26 aprilie 1937) este un fost pilot de curse auto american care a evoluat în Campionatul Mondial de Formula 1 în sezonul 1970.